# 香港反水貨客示威
反水貨客示威自2012年起於香港出現，示威者不滿水貨客將香港貨品輸入到中國大陸，引起社會問題，包括令日用品短缺以及物價上升。後來反水貨示威加劇成為中港矛盾，以及店主與市民的衝突。

## 背景
2012年數據顯示，多次往返深圳和香港的旅客中的95%都是水貨客。受惠於匯率之差、免稅、低運費等優惠，內地旅客在香港走私貨品時能夠賺取差額。同時間，一簽多行政策容許內地旅客多次往返香港，間接鼓勵水貨客頻繁的走私貨品。由於每次內地旅客走水貨時都會購買大量貨品，令屯門、元朗、大埔、沙田等接近中港邊境地區的貨品價格上升，導致民間不滿，觸發反水貨示威。

## 示威

### 上水

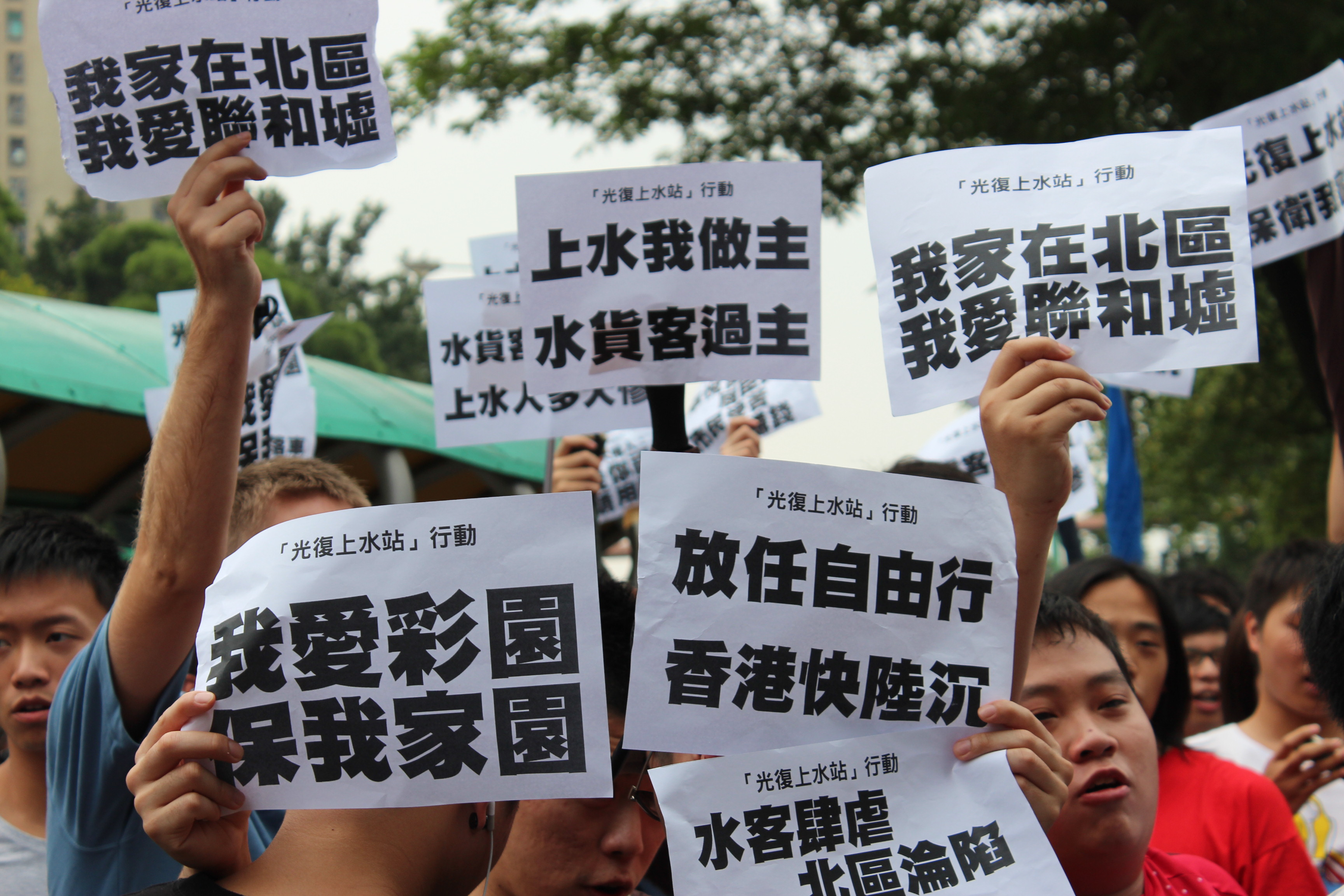
上水的反水貨示威者舉起標語

#### 2012年
反水貨示威在2012年開始。網民在Facebook號召9月15日到上水舉行示威，當日約50名示威者不滿內地水貨客湧入香港，在水貨客分貨點之一的上水站外集結，導致示威者與水貨客對峙。示威者數量其後增加至超過100人。警察機動部隊等到場介入，最終示威演變成衝突。

#### 2016年
北區水貨客關注組原定在5月1日舉行反水貨示威，最終因避免有黑幫混入遊行隊伍而取消。

#### 2019年
2019年反對逃犯條例修訂草案運動期間，北區水貨客關注組在7月13日舉行「光復上水」遊行，反對水貨客滋擾市民，主辦方稱3萬人出席遊行。遊行期間示威者亦破壞多間被視為水貨重災區的藥房。
遊行首兩小時都大致和平，但其後示威者偏離遊行路線，未有按不反對通知書遊行至上水站，改以上水廣場為終點站，附近多條道路被佔領。警方稱現場人士參與非法集結，示威者不滿並與警察對峙逾一小時直至晚上時分。
警民對峙期間，多名記者在直播途中被警棍襲擊，包括一名法新社女記者。
防暴警察驅逐示威者離開路面後，示威者逃至通往上水站的天橋，警察在後追捕。一名長短腳、行動不便的年青人意圖跳橋逃避追捕，最終被警方和記者救回，及後被警方指罵、被捕及送上警車。警方表示該男子將被控非法集結，導致網民極度不滿。

### 屯門
2015年2月8日，數百名示威者在屯門B3X巴士站聚集，並向候車的人展示標語（大部分都是內地遊客），其後沿B3X的行車路線遊行。示威者到仁政街時，警方使用警棍揮打示威者，又使用胡椒噴霧意圖驅散示威者。最終多名警察和示威者受傷，13人被捕。
一個月後的3月8日，約100名示威者在V City商場內遊行，警察在場戒備，避免爆發衝突。其後示威者改到仁政街的藥房並推倒貨品，又前往B3X巴士站且嘗試設置路障封路。警方用盾牌和警棍分隔兩批人，部分內地旅客被示威者指罵和包圍。警方及後展開拘捕行動，截至3月11日一共有7名示威者被拘捕。

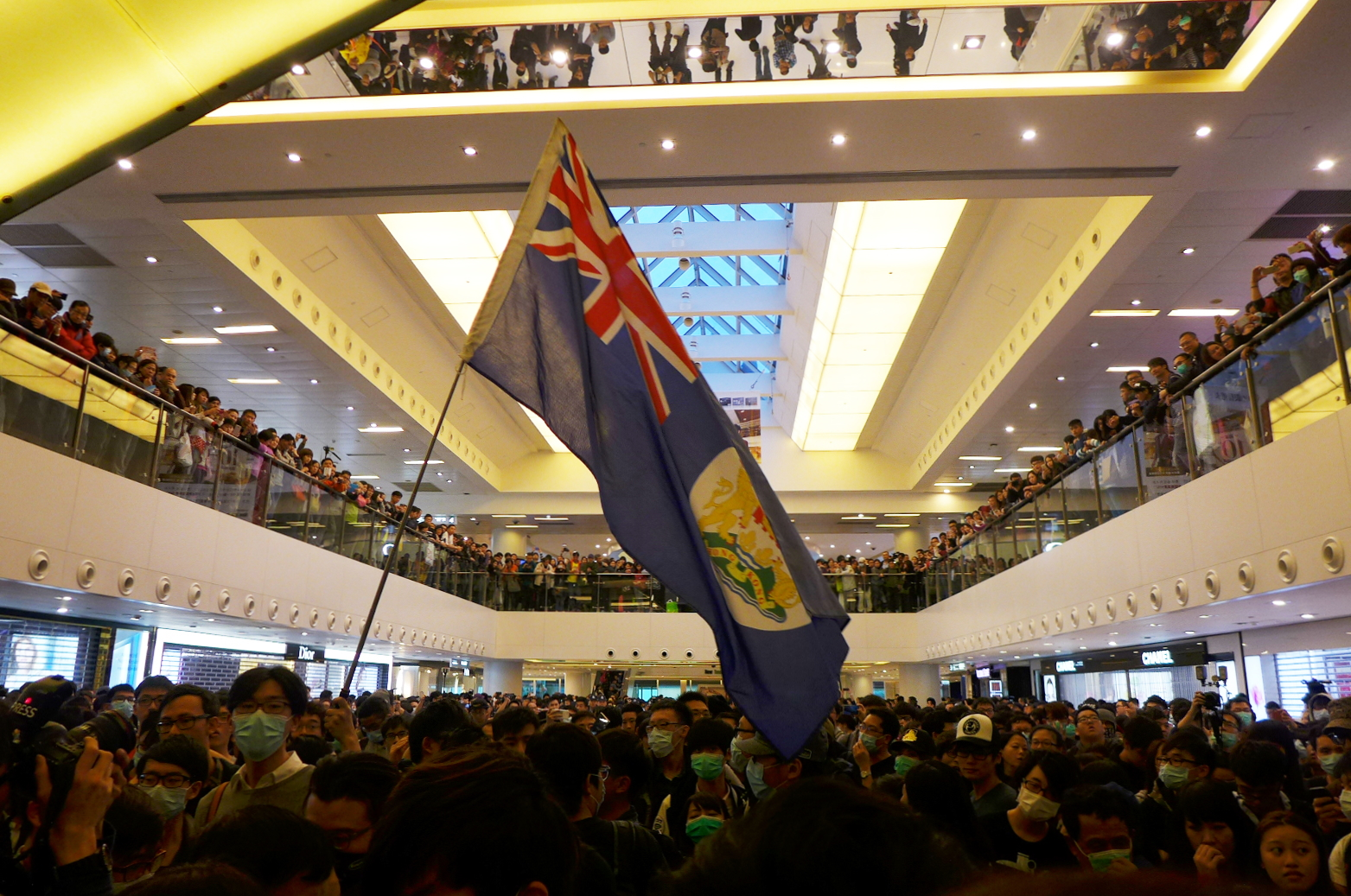
沙田示威者在新城市廣場揮動港英旗

### 沙田
2015年2月15日，超過100名示威者在沙田鐵路站聚集，並在新城市廣場展示標語。示威者與中國旅客對峙和口角，最終警方到場介入，示威演變成衝突。警方指整場示威有約200人參加，6人被捕、2名市民和1名警察受傷。是次示威由本土運動人士和Facebook專頁「光復香港，捍衛本土」自發舉辦，藉遊行就水貨客從事走私活動、商場傾向內地旅客、小商戶被名店被取代等表達憤怒。

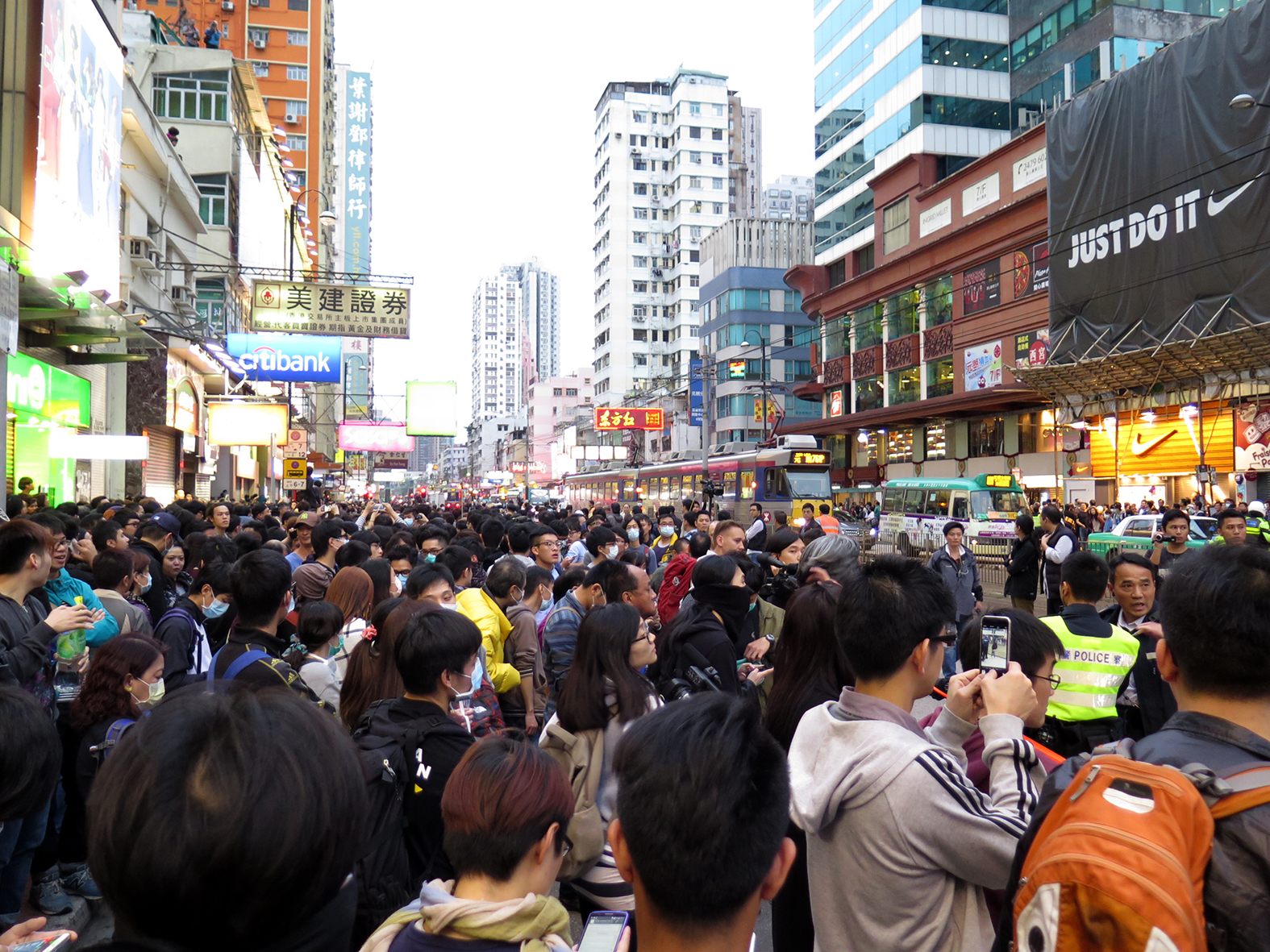
元朗大馬路被示威者佔領

### 元朗
2015年3月1日，數百示威者由朗屏鐵路站遊行至元朗市中心。示威導致元朗大馬路一帶交通受阻、商店受影響，引致示威者與元朗市民發生衝突。警方表示示威期間，5名警員受傷，示威後一共33人被捕。是次光復行動由兩個本土派組織發動，包括本土民主前線和熱血公民。主辦方要求取消自由行的一簽多行政策。

## 反應

### 民間
民建聯和工聯會強烈譴責反水貨示威者，認為他們的暴徒行為是香港之恥、破壞香港形象，促請警方果斷執法，嚴懲參與示威人士，保障市民生命財產安全。
隨著示威轉趨頻繁，更多市民暗示示威者比以前更激進。他們同意水貨客打擾日常生活，但同時指出最近數月的反水貨示威亦反向影響他們的生活。
有屯門居民表示區內水貨客多，但不認為對居民有嚴重影響，反而是示威者搞亂屯門，亦有市民認為不應粗暴對待他人。
新民主同盟立法會議員范國威表示，近期反水貨客示威是由於政府沒有限制自由行和取消一簽多行，官迫民反，相信政府若不調整政策，示威會持續。又指前日反水貨客示威，有示威者指罵的並非水貨客，令示威失去焦點和受到政府譴責，認為行動應針對政府。
熱血公民成員鄭松泰表示，道歉的應是特區政府，認為政府對水貨客問題採取拖字訣，迫使示威升級，但認為不應無故襲擊他人，又指兩會亦有討論水貨客問題，反映行動有效果。

### 政府
時任保安局局長黎棟國嚴厲譴責反水貨客示威活動中一些激進示威者的行為近乎暴徒，又指出警方將會採取適當、果斷措施應對，保障公共安全和維護法紀。
時任警務處處長曾偉雄表示滋事分子借反水貨客為名生事，對違法行為予以最強烈譴責，強調警方會果斷執法，重申行使示威權利也須守法。
除此之外，中聯辦主任張曉明在北京會見香港代表團時，警告示威者水貨問題的起因是水貨客，而非所有內地旅客。又認為示威者不應損害水貨客的利益，亦不應以此令中港矛盾加劇。

## 外部鏈結
- 政府譴責暴力示威（2015年3月9日） （页面存档备份，存于）
- 沙田反水貨示威衝突 （页面存档备份，存于）
- 香港警方使用胡椒噴劑驅散示威者 （页面存档备份，存于）